# Leopold Niemegeers
Leopold Renaat Achiel Marie Niemegeers (Zevergem, 11 mei 1917 - Gent, 14 juni 2001) was een Belgisch arts en politicus voor de PVV.

## Levensloop
Niemegeers was een zoon van het schoolhoofd Prosper Niemegeers (1879-1956) en van Henriette Van Conkelberghe (1877-1955). Hij trouwde met Antoinette De Keyzer en ze hadden een zoon. Hij promoveerde in 1942 tot doctor in de geneeskunde aan de Rijksuniversiteit Gent en specialiseerde zich als arts in inwendige ziekten. 
Hij werd in 1964 verkozen tot gemeenteraadslid van Zwijnaarde. Na de fusie werd hij in 1976 gemeenteraadslid van Gent. In 1968 werd hij voor de PVV verkozen tot lid van de Kamer van volksvertegenwoordigers voor het kiesarrondissement Gent-Eeklo en vervulde dit mandaat tot in 1977. In de periode december 1971 tot april 1977 had hij als gevolg van het toen bestaande dubbelmandaat ook zitting in de Cultuurraad voor de Nederlandse Cultuurgemeenschap.